# UDPCast
UDPcast es una herramienta de transferencia de archivos que puede enviar datos simultáneamente a muchos destinos en una LAN. Esto puede por ejemplo ser usado para instalar aulas enteras de PC a la vez. La ventaja de UDPcast sobre el uso de otros métodos (nfs, ftp, lo que sea) es que UDPcast utiliza las capacidades de multidifusión de UDP: no tardará más en instalar 15 máquinas de lo que sería instalar sólo 2.